# TriStar Pictures
TriStar Pictures é uma produtora e distribuidora de cinema subsidiária da Columbia Pictures, pertencente a Sony Corporation do Japão. Seu logotipo é um pégaso voando em direção a tela.
A TriStar Pictures surgiu quando a Columbia Pictures, ainda era uma subsidiária da The Coca-Cola Company decidiu se associar a HBO e a CBS para dividir os custos de produção de filmes. Em 1989 foi comprada pela Sony juntamente com a Columbia Pictures mas continuaram a utilizar nomes independentes. Em 1998 foi unida com a Columbia Pictures formando a Columbia TriStar Pictures. Em 2004 a TriStar foi retomada com outras ênfases.